# Salto Grande
Salto Grande este un oraș în São Paulo (SP), Brazilia.